# Francisco Mariano da Rocha
Francisco Mariano da Rocha (Pelotas, 8 de agosto de 1887 — Santa Maria da Boca do Monte, 1945) foi um médico e professor brasileiro.
Filho de Joaquim Mariano da Rocha e de Ana Eulina de Siqueira, professores públicos em Taquari, iniciou seus estudos no Ginásio Gonzaga, em Pelotas. Cursou um ano da Faculdade de Medicina de Porto Alegre, terminando o curso na Faculdade de Medicina do Rio de Janeiro. Retornou para o Rio Grande do Sul, estabelecendo-se em Santa Maria, onde já se encontrava seu irmão, José Mariano da Rocha.
Casou, em 1913, com Iriema Borges Pires. Integrou o corpo médico do Hospital de Caridade e foi membro fundador da Sociedade de Medicina de Santa Maria e redator dos Anais da mesma sociedade. Levou para a cidade o primeiro aparelho de raio-X.
Foi um dos fundadores da Faculdade de Farmácia de Santa Maria, em 1931, junto com seu irmão José Mariano da Rocha (pai de José Mariano da Rocha Filho), organizada sob os auspícios da Sociedade de Medicina da cidade, tendo sido seu primeiro diretor. Em sua homenagem foi erguida uma herma na frente da Faculdade de Farmácia em Santa Maria.